# Iwiec
Iwiec is een plaats in het Poolse district  Tucholski, woiwodschap Koejavië-Pommeren. De plaats maakt deel uit van de gemeente Cekcyn en telt 550 inwoners.